# 東岸公園

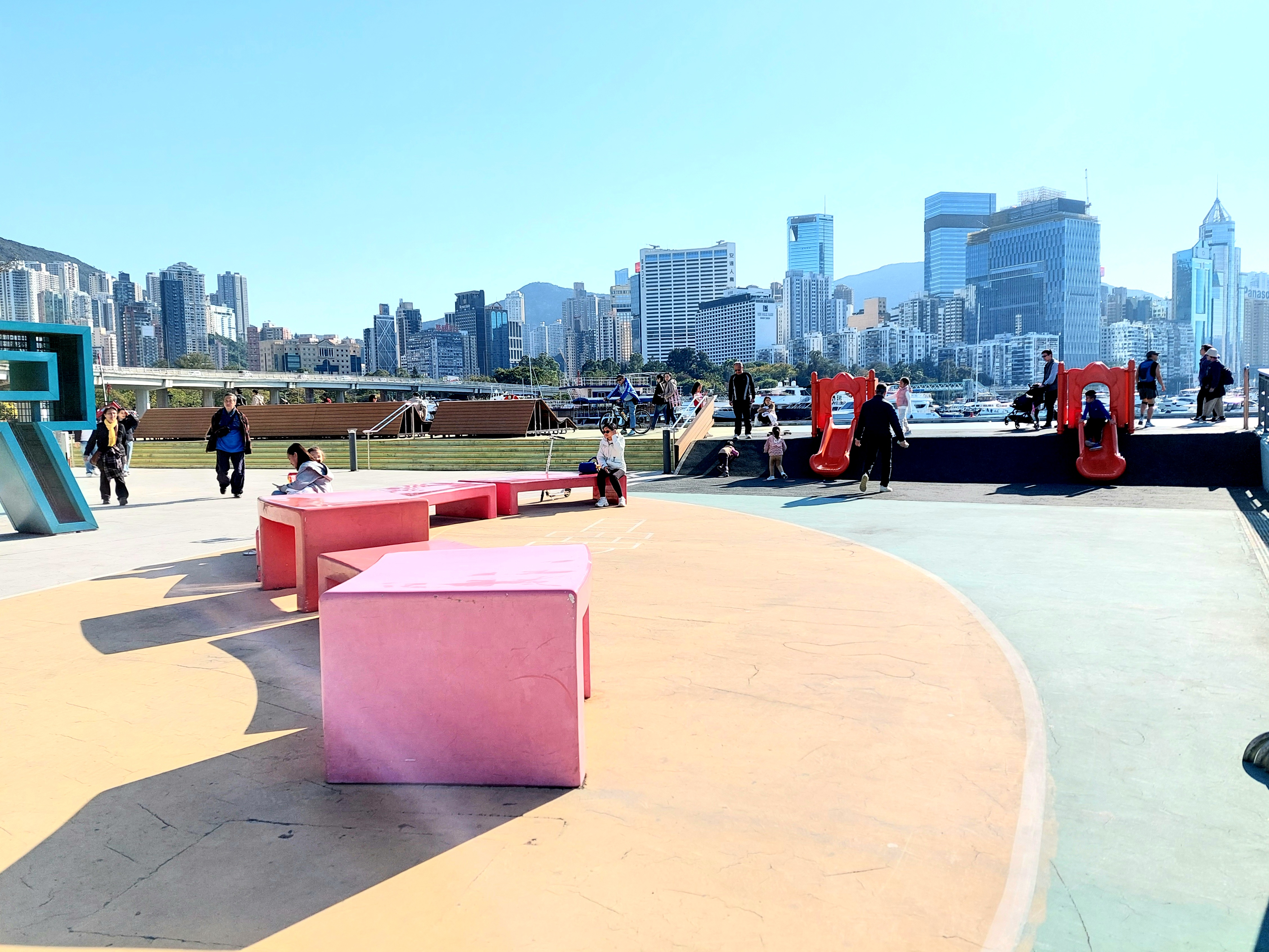
滑梯

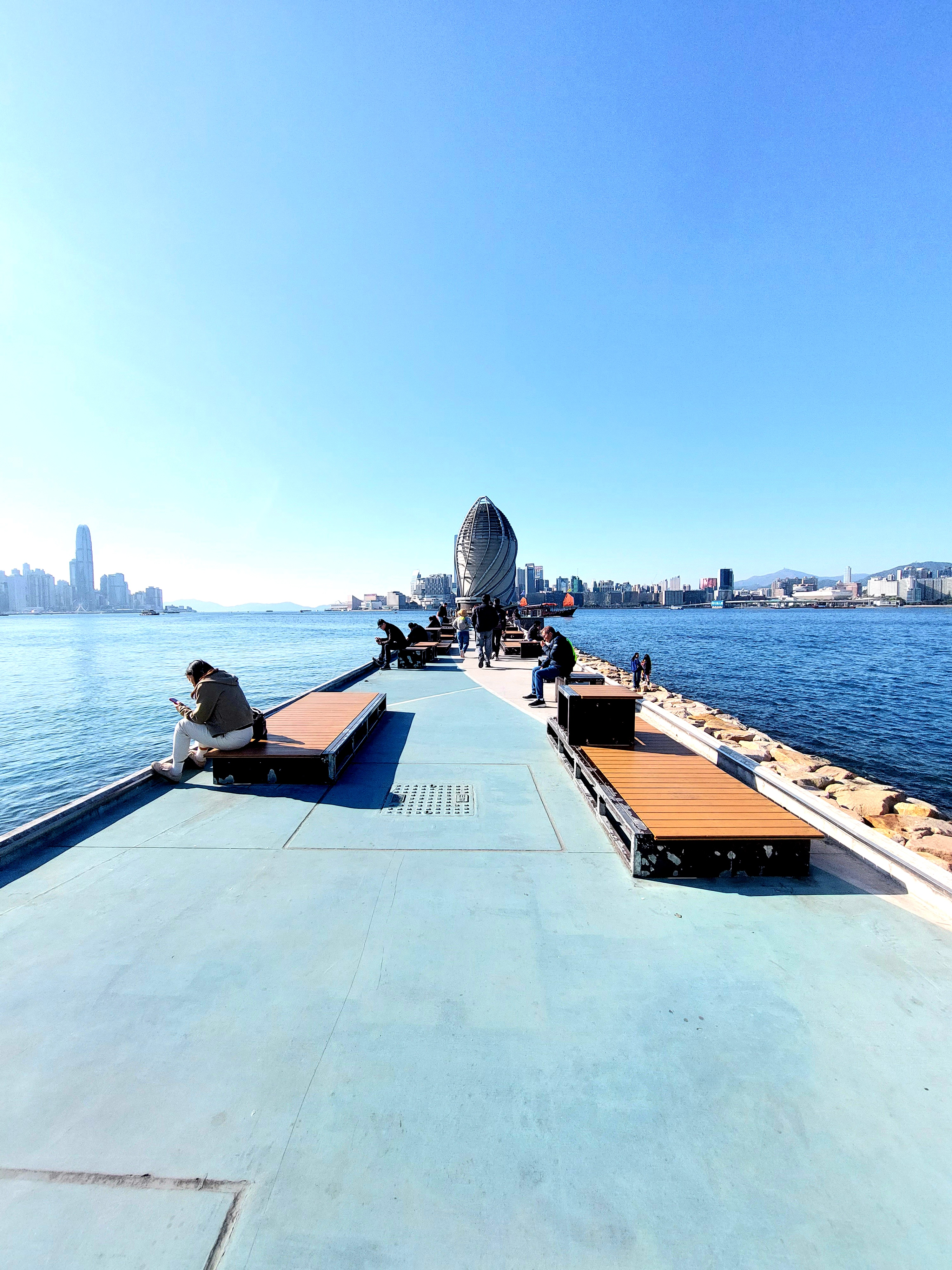
防波堤

東岸公園主題區（英語：East Coast Park Precinct），經常被稱為東岸公園（英語：East Coast Park），是香港的海濱公園，位於香港島炮台山屈臣道以西，2021年9月25日開放第一期連同防波堤，第一期公園佔地9,800平方米，海濱段全長360米，整個公園以「窗戶」為設計概念，在欄杆、裝置等，都可見到大小不一的窗框融入內，就如從一扇窗向外望風景一樣。該防波堤全長逾170米，是維多利亞港範圍內第一條向公眾開放的防波堤，不設任何欄杆。防波堤的盡頭設有中環及灣仔繞道的東面排風口，該排風口為了配合海濱景觀進行了特別設計。第一期甲公園工程於2022年12月30日，連同灣仔海濱水上運動及康樂主題區（第三期）一同啟用。第二期公園用地仍在興建中，預定增建滑板運動場和單車徑，預計2026年完工。東岸公園第二期中標的承辦商因嚴重事故被取消投標資格，建築署因而需要進行重新招標。由於參與招標的承辦商較多，回標價格更具競爭性，耗資亦從8.9億港元下降至6.9億港元。公園由康樂及文化事務署管理。該公園為寵物共享公園。